# (17783) Scottbrunner
(17783) Scottbrunner es un asteroide perteneciente al cinturón de asteroides, descubierto el 20 de marzo de 1998 por el equipo del Lincoln Near-Earth Asteroid Research desde el Laboratorio Lincoln, Socorro, Nuevo México.

## Designación y nombre
Designado provisionalmente como 1998 FO29. Fue nombrado por Scott Brunner quien fue mentor de un finalista en Regeneron Science Talent Search 2020, una competencia científica para estudiantes de último año de secundaria. Enseña en la Escuela Universitaria Liggett, Grosse Pointe Woods (Míchigan).

## Características orbitales
Scottbrunner está situado a una distancia media del Sol de 2,544 ua, pudiendo alejarse hasta 2,947 ua y acercarse hasta 2,140 ua. Su excentricidad es 0,159 y la inclinación orbital 11,960 grados. Emplea 1481,81 días en completar una órbita alrededor del Sol.

## Características físicas
La magnitud absoluta de Scottbrunner es 13,75. Tiene 4,865 km de diámetro y su albedo se estima en 0,406.